# Cryptobothrus
Cryptobothrus is een geslacht van rechtvleugeligen uit de familie veldsprinkhanen (Acrididae). De wetenschappelijke naam van dit geslacht is voor het eerst geldig gepubliceerd in 1907 door Rehn.

## Soorten
Het geslacht Cryptobothrus  is monotypisch en omvat slechts de volgende soort:
- Cryptobothrus chrysophorus (Rehn, 1907)